# Bitwa pod Santiago (1844)
Bitwa pod Santiago – starcie zbrojne, które miało miejsce 30 marca 1844 r. w trakcie powstania na Dominikanie (1844).
W roku 1822 Dominikana została zajęta przez Haitańczyków, którzy rozpoczęli eksploatację kraju. 27 lutego 1844 r. doszło do wybuchu powstania antyhaitańskiego wznieconego przez Juana Pablo Duarte. Powstańcy szybko zdobyli stolicę, proklamując niepodległość kraju. W odpowiedzi na to wojska haitańskie z rozkazu prezydenta Charlesa Rivière-Hérarda ruszyły na stolicę kraju Santo Domingo oraz na położone na północy Santiago. Oddział maszerujący na stolicę dotarł do Azua, gdzie 19 marca 1844 r. doszło do bitwy, w której powstańcy rozbili wojska okupacyjne pod wodzą generała Pedro Santany.
Tymczasem na północy oddziały Haitańczyków zmusiły powstańców do odwrotu w kierunku Santiago. W rejonie miasta powstańcy dominikańscy dowodzeni przez generała José Maríe Imberte starli się 30 marca z wojskami haitańskimi. Decydujący dla losów bitwy okazał się atak kawalerii powstańczej, która rozbiła Haitańczyków zmuszając większość z nich do panicznej ucieczki. Straty Haitańczyków wyniosły ponad 700 ludzi.